# Giuseppe Cafasso
Giuseppe Cafasso, född 15 januari 1811 i Castelnuovo d'Asti, död 23 juni 1860 i Turin, var en italiensk romersk-katolsk präst och framstående predikant och själasörjare. Han vördas som helgon inom Romersk-katolska kyrkan, med festdag den 23 juni.

## Bilder
| - Helige Giuseppe Cafassos reliker i kyrkan Santa Maria della Consolazione i Turin. - Kyrkan San Giuseppe Cafasso i Rom. |

### Webbkällor
- ”San Giuseppe Cafasso, sacerdote”. Santi e Beati. http://www.santiebeati.it/dettaglio/59000. Läst 23 juni 2017.